# Mecodina nigripuncta
Mecodina nigripuncta là một loài bướm đêm trong họ Erebidae.